# Myrtle Cagle
Myrtle Thompson Cagle (Carolina del Sud, 3 giugno 1925 – Georgia, 22 dicembre 2019) è stata un'aviatrice statunitense.
Fu una delle astronaute delle Mercury 13. Lavorò come istruttrice di volo e scrisse sull'aviazione in Carolina del Nord.

## Biografia

### Prima di Mercury 13
Cagle nacque il 3 giugno 1925 in Carolina del Sud e la casa di famiglia era a Selma, in Carolina del Nord. Cagle ha sempre voluto volare fin da giovane. Quando aveva 12 anni, i suoi fratelli le insegnarono a volare usando l'aereo che possedevano. Quando "si è guadagnata le ali" all'età di 14 anni, era la più giovane pilota della Carolina del Nord, e all'epoca forse era la più giovane degli Stati Uniti d'America. Entrò a far parte della classe di aeronautica del liceo e quando l'istruttore della scuola venne chiamato a combattere nella Seconda guerra mondiale, concluse l'anno come insegnante. Come istruttrice di volo era soprannominata Capitano K. Cagle ha ottenuto il brevetto di pilota privato all'età di diciannove anni.
Cagle si unì alla Civil Air Patrol, alle Ninety-Nines, e decise di diventare una Women Airforce Service Pilots. Cagle ha continuato a gestire un aeroporto vicino a Raleigh e un proprio servizio di voli charter. Nel 1950, ha guadagnato un trofeo nel Derby della Cipria. Ha ottenuto la licenza di pilota commerciale con le abilitazioni di Aeromodello monomotore e plurimotore terrestre e con le abilitazioni di Strumentazione di bordo nel 1951. È stata anche un'istruttrice di volo certificata, un'istruttrice di strumenti di bordo e un'istruttrice di terra. La sua scuola di volo si trovava a Selma.
Cagle iniziò a scrivere una rubrica chiamata Air Currents nel 1946 per il giornale Johnstonian Sun di Selma. In seguito la rubrica fu spostata nel Raleigh News and Observer dal 1953 al 1960. Quando ha volato con un jet trainer T-33, è diventata una delle sole cinque donne che avevano "pilotato un jet".

### Mercury 13
Cagle sposò l'ex allievo Walt Cagle nel 1960. Il suo abito nuziale è stato fatto con un paracadute. Si trasferisce a Macon, nel 1961. Non molto tempo dopo il suo arrivo, è stata invitata a partecipare al nuovo Programma Donne nello Spazio. Cagle aveva 4.300 ore di volo all'inizio del programma. Cagle e le altre dodici partecipanti divennero infine note come Mercury 13. Durante il programma, Cagle è stato avvertita dagli amministratori di non rimanere incinta. Tra i molti test che ha affrontato come parte del programma, ha ricordato che uno dei peggiori che ha affrontato è stato quello di far congelare il timpano.

### Dopo di Mercury 13
Cagle tornò ad insegnare agli allievi a volare e si iscrisse anche all'Università di Mercer. Continuò a partecipare alla Civil Air Patrol. Nel 1964 partecipa alla International Women's Air Race. Nel 1986 è diventata membro del Warner Robins Air Logistics Team. Nel 1988, Cagle è stata la seconda donna a laurearsi con una valutazione sulla struttura dell'aereo e sul propulsore meccanico al Georgia Technical Institute. Nel 1998, all'età di 73 anni, volava ancora con il suo Cessna monomotore, anche se si era ritirata dall'insegnamento presso la Robins Air Force Base. Il 26 aprile 2003, Cagle è stata inserita nella Georgia Aviation Hall of Fame. Nel 2007, lei e otto dei 13 laureati del Mercury 13 hanno conseguito un dottorato onorario presso l'Università del Wisconsin in Oshkosh.